# Frauenalpe
Frauenalpe-Murau est une petite station de ski, située près de Murau dans le sud-ouest du Land de Styrie en Autriche.